# Buchau (Pegnitz)
Buchau (oberfränkisch: Bouchn oder Bucha)  ist ein Gemeindeteil der Stadt Pegnitz im Landkreis Bayreuth (Oberfranken, Bayern). Die Gemarkung Buchau hat eine Fläche von 15,623 km². Sie ist in 3049 Flurstücke aufgeteilt, die eine durchschnittliche Flurstücksfläche von 5124,00 m² haben. In ihr liegen neben dem namensgebenden Ort die Gemeindeteile Haidmühle, Kaltenthal, Kotzenhammer, Lehm, Rosenhof, Scharthammer und Wolfslohe.

## Lage
Das Kirchdorf bildet mit Lehm im Norden eine geschlossene Siedlung. Diese liegt an der Fichtenohe und am Buchauer Bach, der innerorts als rechter Zufluss in die Fichtenohe mündet. Entlang der der Fichtenohe verläuft die Bahnstrecke Nürnberg–Cheb und die Bundesstraße 2 (hier Bier- und Burgenstraße genannt). Die B 2 führt nach Pegnitz (2,5 km südlich) bzw. nach Zips (2,4 km östlich). Die Kreisstraße BT 23 führt an Scharthammer vorbei nach Leups (4,2 km nördlich) bzw. nach Rosenhof (1,1 km südlich). Südlich von Buchau auf dem Schusterberg (519 m ü. NHN) gibt es einen Modellflugplatz.

## Geschichte
1119 wurde der Ort als „Bucha“ erstmals urkundlich erwähnt. Der zugrundeliegende Flurname bezeichnet eine von Buchen bestandene Aue. Der Ort gehörte zur Grundausstattung des im selben Jahr gegründeten Klosters Michelfeld, dem der Zehnt bis zum Ende des Heiligen Römischen Reiches Deutscher Nation zustand. In der Fraisch unterstand Buchau bis 1780 dem brandenburg-bayreuthischen Oberamt Pegnitz, danach für kurze Zeit dem Oberamt Creußen. Von 1791/92 bis 1810 waren das preußische Justiz- und Kammeramt Pegnitz die übergeordneten Institutionen. Danach kam die gesamte Region an das Königreich Bayern.
Mit dem Gemeindeedikt (frühes 19. Jahrhundert) wurde der Steuerdistrikt Buchau gebildet, zu dem  Haidmühle, Kaltenthal, Lehm, Scharthammer und Wolfslohe gehörten. Zugleich entstand die Ruralgemeinde Buchau, zu der Haidmühle, Kaltenthal, Kotzenhammer, Lehm, Rosenhof, Scharthammer und Wolfslohe gehörten. Sie unterstand in Verwaltung und Gerichtsbarkeit dem Landgericht Schnabelwaid. Im Rahmen der Gebietsreform in Bayern wurde die Gemeinde am 1. Juli 1972 in die Stadt Pegnitz eingegliedert.

## Baudenkmäler
- St. Matthias und Anna (Buchau)